# Feldflieger-Abteilung 57
Feldflieger-Abteilung Nr. 57 – FFA 57 (Polowy oddział lotniczy nr 57) – jednostka obserwacyjna i rozpoznawcza lotnictwa niemieckiego Luftstreitkräfte z początkowego okresu I wojny światowej.

## Informacje ogólne
Jednostka została utworzona na początku I wojny światowej, w dniu 16 stycznia 1915 roku w Fliegerersatz Abteilung Nr. 2 i weszła w skład większej jednostki Batalionu Lotniczego nr 2. Jednostka uczestniczyła w walkach na froncie wschodnim oraz w Macedonii. 
31 października 1916 roku jednostka została przeformowana i zmieniona w Fliegerabteilung 256 (Artillerie) - (FA A 256).